# Camp Nelson National Monument
Le Camp Nelson National Monument est un monument national américain situé dans le comté de Jessamine, dans le Kentucky. Créé le 26 octobre 2018, il protège le camp Nelson, déjà inscrit au Registre national des lieux historiques depuis le 15 mars 2001 et déclaré National Historic Landmark en mars 2013.